# Anthony Black
Pour les articles homonymes, voir Black.
Anthony Black, né le 20 janvier 2004 à Duncanville au Texas, est un joueur américain de basket-ball évoluant aux postes de meneur et arrière. Il mesure 1,98 m.

## Biographie

### Carrière universitaire
Entre 2022 et 2023, il joue pour les Razorbacks de l'Arkansas à l'université de l'Arkansas.
Le 12 avril 2023, il annonce présente à la draft 2023 de la NBA.

### Magic d'Orlando (depuis 2023)

#### Saison 2023-2024
Sélectionné en 6e position de la draft 2023 par le Magic d'Orlando, Anthony Black entame sa saison rookie comme remplaçant. Profitant d’un effectif jeune et d’un projet en développement, il dispute 69 matchs, dont 33 en tant que titulaire. Il compile 4,6 points, 2,0 rebonds et 1,3 passe décisive en 16,9 minutes par match, avec une efficacité remarquable à trois points (39,4 %) malgré un faible volume de tirs.

#### Saison 2024–2025
Lors de sa deuxième saison, Anthony Black voit ses responsabilités s'accroître. Il participe à 78 matchs, dont 10 comme titulaire. Il améliore nettement ses statistiques : 9,4 points, 2,9 rebonds et 3,1 passes en 24,2 minutes, malgré un pourcentage à trois points en baisse (31,8 %).

## Palmarès

### Lycée
- McDonald's All-American en 2022
- Nike Hoop Summit en 2022

## Statistiques
gras = ses meilleures performances

### Universitaires
| Saison    | Équipe   | Matchs | Titul. | Min./m | % Tir | % 3pts | % LF | Rbds/m. | Pass/m. | Int/m. | Ctr/m. | Pts/m. |
| --------- | -------- | ------ | ------ | ------ | ----- | ------ | ---- | ------- | ------- | ------ | ------ | ------ |
| 2022-2023 | Arkansas | 36     | 35     | 34,3   | 45,3  | 30,1   | 70,5 | 5,06    | 3,92    | 2,06   | 0,61   | 12,78  |
| Carrière  | Carrière | 36     | 35     | 34,3   | 45,3  | 30,1   | 70,5 | 5,06    | 3,92    | 2,06   | 0,61   | 12,78  |

#### Saison régulière
| Saison    | Équipe   | Matchs | Titul. | Min./m | % Tir | % 3pts | % LF | Rbds/m. | Pass/m. | Int/m. | Ctr/m. | Pts/m. |
| --------- | -------- | ------ | ------ | ------ | ----- | ------ | ---- | ------- | ------- | ------ | ------ | ------ |
| 2023–2024 | Orlando  | 69     | 33     | 16,9   | 46,6  | 39,4   | 61,3 | 2,0     | 1,3     | 0,3    | 0,3    | 4,6    |
| 2024–2025 | Orlando  | 78     | 10     | 24,2   | 42,3  | 31,8   | 76,1 | 3,1     | 3,1     | 0,6    | 0,5    | 9,4    |
| Carrière  | Carrière | 147    | 43     | 20,8   | 43,5  | 34,3   | 71,8 | 2,5     | 2,3     | 0,5    | 0,4    | 7,2    |

## Records sur une rencontre en NBA
Les records personnels d'Anthony Black en NBA sont les suivants, :
| Type de statistique        | Saison régulière | Saison régulière      | Saison régulière |
| Type de statistique        | Record           | Adversaire            | Date             |
| -------------------------- | ---------------- | --------------------- | ---------------- |
| Points                     | 11               | Lakers de Los Angeles | 4 novembre 2023  |
| Paniers marqués            | 4                | 2 fois                | 2 fois           |
| Paniers tentés             | 8                | @ Bulls de Chicago    | 15 novembre 2023 |
| Paniers à 3 points réussis | 2                | 2 fois                | 2 fois           |
| Paniers à 3 points tentés  | 4                | Mavericks de Dallas   | 6 novembre 2023  |
| Lancers francs réussis     | 2                | Hawks d'Atlanta       | 9 novembre 2023  |
| Lancers francs tentés      | 3                | @ Jazz de l'Utah      | 2 novembre 2023  |
| Rebonds offensifs          | 2                | 3 fois                | 3 fois           |
| Rebonds défensifs          | 3                | 2 fois                | 2 fois           |
| Rebonds totaux             | 5                | Mavericks de Dallas   | 6 novembre 2023  |
| Passes décisives           | 3                | Bucks de Milwaukee    | 11 novembre 2023 |
| Interceptions              | 2                | @ Jazz de l'Utah      | 2 novembre 2023  |
| Contres                    | 2                | Rockets de Houston    | 25 octobre 2023  |
| Balles perdues             | 2                | @ Bulls de Chicago    | 15 novembre 2023 |
| Minutes jouées             | 33               | Mavericks de Dallas   | 6 novembre 2023  |

- Double-double : 0
- Triple-double : 0

Dernière mise à jour : 17 novembre 2023